# Виска (Хунедоара)
Виска (рум. Visca) насеље је у Румунији у округу Хунедоара у општини Ворца. Oпштина се налази на надморској висини од 310 m.

## Историја
Место је током 19. века било спахилук. Јавља се 1840. године у Темишвару претплатник једне српске књиге Василије Вапаћански "от Висок".

## Становништво
Према подацима из 2002. године у насељу је живело 398 становника, од којих су сви румунске националности.